# Scout (настільна гра)
Scout — карткова гра японського автора ігор Кей Каджіно, вперше видана у 2019 році японським видавництвом One More Game!. У 2021 році гра вийшла у багатомовній версії видавництвом Oink Games та була номінована на премію Spiel des Jahres у 2022 році разом з іграми Каскадія та ТОП 10. На Deutscher Spiele Preis гра зайняла восьме місце.

## Тема та компоненти
У грі Scout гравці виступають у ролі директорів цирку, які намагаються створити найпривабливішу циркову виставу. Вони використовують картки з числами, розігруючи їх для формування цінних комбінацій. Як і в іграх Bohnanza та Krass Kariert, порядок карток у руці не можна змінювати. До компонентів гри входять правила, 45 карток, 23 жетони «Scout», 5 жетонів «Scout & Show», 30 жетонів для підрахунку очок та жетон першого гравця. Картки поділені діагонально на дві частини, і кожна частина має різне значення.

## Правила гри
На початку гри кількість карток розподіляється відповідно до кількості гравців. Перший гравець отримує маркер першого гравця, і кожен гравець отримує жетон «Scout & Show». Залежно від кількості гравців, кожен гравець отримує від дев'яти до дванадцяти карток, які можна взяти на руку лише після того, як усі картки роздано. Після отримання карток гравці не можуть змінювати їх порядок, але можуть один раз перевернути руку карт, щоб грати з найбільш зручною стороною.
Гравці ходять по черзі за годинниковою стрілкою, виконуючи одну з трьох дій: «Show», «Scout» або «Scout & Show»:
- Обравши дію «Show», гравець розігрує карти з руки. Для цього карти повинні йти поспіль у ряді за порядком чисел або однакових чисел. Якщо вже є викладена комбінація, гравець повинен перебити її, виклавши вищу за цінністю комбінацію. Більша кількість карт у серії дає вищу цінність. Якщо карт стільки ж, то виграє комбінація однакових чисел, а в разі однакових комбінацій виграє та, де більша сума карт.[1]
- Обравши дію «Scout», гравець бере одну карту з викладеної серії та додає її до своєї руки. Карту можна взяти тільки з початку або з кінця ряду, після чого гравець може перевернути карту і додати її до руки в будь-якому місці. Власник викладеної серії отримує за це жетон «Scout».[1]
- Одного разу за гру гравець може обрати дію «Scout & Show», виконавши обидві дії поспіль.[1]

Раунд завершується, коли один із гравців розіграв усі свої картки або коли всі гравці обирають дію «Scout» і не можуть перебити поточну серію. Після завершення раунду підраховуються очки: кожен гравець отримує по одному очку за кожну виграну карту та за кожен жетон «Scout». Карти, що залишилися в руках, приносять гравцям штрафні очки.

## Розробка
Гру Scout розробив японський автор ігор Кей Каджіно та видало видавництво One More Game! у 2019 році японською та англійською мовами. У 2021 році Oink Games випустило багатомовну версію англійською, французькою, німецькою та іспанською мовами, а Popcorn Games видало корейську версію у 2022 році.

## Відгуки
Гру отримали позитивні відгуки на багатьох платформах. Удо Бартш у своєму блозі назвав гру «надзвичайною». Критик Гаральд Шраперс заявив, що ця швидка карткова гра, яка нагадує Abluxxen та Krass Kariert, завоювала його завдяки своєму незвичайному та дуже хитрому механізму, оскільки вона створює емоції за ігровим столом.
У статті в журналі Fairplay Петер Нойґебауер написав, що «в жанрі карткових ігор з'явилася маленька перлина, яка може перерости у велике явище» та рекомендував гру всім шанувальникам карткових ігор. Він однак критикував якість карт, відзначивши, що на поверхні карт залишаються відбитки пальців.
У травні 2022 року гру Scout номінували на премію Spiel des Jahres разом з іграми Каскадія та ТОП 10. Журі відзначило гру за те, що вона викликає яскраві емоції і завдяки короткій тривалості ніколи не стає розчаруванням, навіть за наявності елемента випадковості.

## Оцінки
Віланд Гарод у журналі spielbox оцінив гру на 8 з 10 балів, відзначивши її оригінальність та механіку «Scout». Ейке Рісто в огляді для WDR 2 порекомендував гру шанувальникам класичних карткових ігор, зазначивши, що вона може стати класикою. У базі даних BoardGameGeek гра має рейтинг 7,7 з 10 на основі понад 2800 оцінок (станом на жовтень 2022 року).